# 艾瑞克·齊爾蒙格
艾瑞克·齊爾蒙格，是漫威漫畫中的一名虛構超級反派角色，是黑豹的堂兄弟，由作家唐·麥格雷戈和藝術家里奇·巴克勒所創作。齊爾蒙格首次於《叢林行動》#6中登場。

## 人物
尼賈達卡（N'Jadaka）是瓦干達的國王「黑豹」帝查拉的堂弟，是一名土生土長的瓦干達人。當尤里西斯·克勞和他的僱傭兵軍隊攻擊瓦干達時，克勞迫使尼賈達卡的父親幫助他們，後來克勞被擊敗，父親也死於戰場上，尼賈達卡一家被流放。離開瓦干達後，他們住在美國紐約市曼哈頓哈林區，尼賈達卡化名為艾瑞克·齊爾蒙格（Erik Killmonger）並在麻省理工學院畢業，並一直想向放逐自己一家的帝查拉復仇。

## 其他媒體

### 電影
- 漫威電影宇宙：由麥可·B·喬丹飾演齊爾蒙格[1][2]。
  - 《黑豹》（2018年）：齊爾蒙格的背景改為一名叫艾瑞克·史蒂文斯（Erik Stevens）的美國黑人士兵，並擁有「齊爾蒙格」（Killmonger）的稱號[3]。艾瑞克出生在美國紐約市哈林區，在加利福尼亞州奧克蘭長大。父親尼喬布被帝查卡（英语：T'Chaka）殺害並謊稱失蹤。身穿命名為金豹（Golden Jaguar）的另一件黑豹服裝。
  - 《黑豹2：瓦干達萬歲》（2022年）：客串，在舒莉服用人造心型藥草後於祖靈平原（英语：Astral plane）與她交談。

### 劇集
- 漫威電影宇宙：由麥可·B·喬丹回歸飾演「齊爾蒙格」艾瑞克·史蒂文斯。
  - 《無限可能：假如…？》第一季（2021年）[4][5]：動畫劇集，配音演出。

### 遊戲
- 《樂高：復仇者聯盟（英语：Lego Marvel's Avengers）》[6]
- 《樂高漫威超級英雄2（英语：Lego Marvel Super Heroes 2）》[7]
- 《漫威：未來之戰》：手機遊戲，艾瑞克·齊爾蒙格是玩家可使用角色之一[8]。

## 外部連結
- Erik Killmonger （页面存档备份，存于） 漫畫書數據庫
- Erik Killmonger （页面存档备份，存于） 超級英雄數據庫
- Marvel Comics Database: Erik Killmonger （页面存档备份，存于）